# Tityus demangei
Espèce
Tityus demangei est une espèce de scorpions de la famille des Buthidae.

## Distribution
Cette espèce est endémique de la province Morona-Santiago en Équateur. Elle se rencontre dans la grotte Cueva de los Tayos.

## Description
Le mâle holotype mesure 54,2 mm.

## Étymologie
Cette espèce est nommée en l'honneur de Jean-Marie Demange (1922-2017).

## Publication originale
- Lourenço, 1981 : « Scorpions cavernicoles de l'Équateur : Tityus demangei n. sp. et Ananteris ashmolei n. sp. (Buthidae); Troglotayosicus vachoni n. gen., n. sp. (Chactidae), scorpion troglobie. » Bulletin du Muséum National d'Histoire Naturelle Section A Zoologie Biologie et Écologie Animales, sér. 4, vol. 3, no 2, p. 635-662 (texte intégral).